# 松山忠徳
松山忠徳（まつやま ただのり、1939年9月13日 - ）は、東京都葛飾区金町で営業しているフォト・ギャラリー【花の写真館・現代万葉歌集の館】の館長で、ペンネームは花心想旅人(カシオペア)と言い、自ら撮影した写真に詩歌を添えた作品を創作・展示する、公益社団法人・日本写真協会・正会員の写真家であり、詩歌人でもある。

## 来歴・人物
台東区浅草で、とんかつ割烹の店【不動】を経営していた、父・松山孫三郎と母・梅野との長男として昭和14年9月13日に浅草で生まれる。
彼は小学生の頃から写真に興味を持ち、押入れを暗室代わりにして写真の世界に没頭して、独自の写真技術を学んだ。
昭和54年4月に北区滝野川に、写真と詩歌を添えて展示するフォト・ギャラリー【花の写真館】をオープンする。
この時代は主に花の写真に詩を添えた作品が多く展示され、彼のライフワークでもある「都内近郊の隠れた花の名所探し」で探した花の名所をアルバムで紹介もしていた。
その記事が昭和62年と平成元年に読売新聞・都民版に掲載されたが、同館は平成元年・９月に高速道路建設のため立ち退きになり閉館された。
その後、平成22年3月に葛飾区金町に【花の写真館】を再オープンさせる。
このギャラリーも開館当初は花の写真に詩を添えた作品を展示していたが、読売新聞・江東版と東京新聞・したまち版に掲載され、各局のテレビにも本人が出演して報道された。
同ギャラリーは平成27年9月より、本人の意向により写真に詩を添えた写真詩集を全て　お蔵入りさせて、新たに写真に歌を添えた写真歌集を主として展示するフォトギャラリーになり、
館名も【花の写真館・現代万葉歌集の館】に変更された。
本人のライフワークである「都内近郊の隠れた花の名所」探しは現在も精力的に続けられており、本人のブログ【都内近郊・隠れた花の名所・百選】で見る事が出来る。
また館内ではアルバム200冊に貼られた写真・5万枚。パソコンに保存された写真・200万コマを無料で公開している。
花の写真が主であった作品も夕焼けの景色に歌を添えた【夕焼けのファンタジー】シリーズ。
東京スカイツリーを不思議なポーズで見せる【ミラクル・スカイツリー】シリーズ。
東京ゲートブリッジを　あらゆる角度と、思いがけない場所から撮影した【ザウルス橋の魅力】シリーズ。などの作品を、花の名所の案内と同時に、旅のメディア【たびこふれ】などに発表した。
なかでも東京ゲートブリッジの記事が、NHKが世界180ヵ国に向けて放送する、NHKワールド・東京アイのスタッフの目に留まり、本人が写真家として東京ゲートブリッジを案内して、自身の作品も
世界中に向けて紹介した番組が、令和元年12月6日に報道されたのが記録に残る。
その後も、葛飾北斎の富嶽三十六景にヒントを得て、現代の富士山を写真で迫って歌を添えた【新富嶽三十六景】絵葉書・シリーズ。
セピア色の風景に起承転結が書ける　彼の原点でもある詩を添えた【セピア色のセレナーデ】シリーズ。
光と色と影をアレンジした夜の風景・写真に歌を添えた【夜のシンフォニー】シリーズなど、次々に制作して現在・彼のギャラリーに展示している。